# Delaware Valley
La Delaware Valley, conosciuta anche come Grande Filadelfia (Greater Philadelphia in inglese) è un'area metropolitana del Nordest degli Stati Uniti che comprende la città di Filadelfia e parte degli stati della Pennsylvania, del New Jersey, del Delaware e del Maryland. È la settima area metropolitana degli Stati Uniti per popolazione dopo la National Capital Region, con 6.3 milioni di abitanti nel 2020. L'espressione Delaware Valley viene utilizzata in particolar modo dai media commerciali e dai pubblicitari.
Il cuore della Delaware Valley è la città di Filadelfia, la sesta città per popolazione degli Stati Uniti. Altri importanti centri urbani sono Reading, Upper Darby Township, Chester, Atlantic City, Camden, Vineland, Cherry Hill, Wilmington e Dover. 
La Delaware Valley ha da sempre ricoperto un ruolo centrale nella storia, nella cultura e nell'economia del paese. Filadelfia in particolare è stata la prima capitale degli Stati Uniti durante il XVIII secolo e fu la città in cui vennero firmate la Dichiarazione di Indipendenza e la Costituzione.
Nella Delaware Valley hanno inoltre sede alcune tra le più prestigiose università degli Stati Uniti e vista anche la sua vicinanza all'area metropolitana di New York, è una delle regioni più benestanti ed istruite del paese.

## Geografia
In realtà geograficamente questa regione corrisponde alla valle all'interno della quale scorre il fiume Delaware. Il significato stretto del termine quindi porta ad indicare il bacino di questo fiume, in modo da comprendere anche i maggiori affluenti del Delaware, ossia Schuylkill e Lehigh.
Tuttavia il termine è spesso usato in ambito economico, commerciale e mediatico per indicare il primo aspetto, ossia quello relativo all'area metropolitana incentrata sulla città di Filadelfia. 
Le contee che compongono la Delaware Valley sono le seguenti:
Delaware
- Contea di Kent
- Contea di New Castle

Maryland
- Contea di Cecil

New Jersey
- Contea di Atlantic
- Contea di Burlington
- Contea di Camden
- Contea di Cape May
- Contea di Cumberland
- Contea di Gloucester
- Contea di Salem

Pennsylvania
- Contea di Berks
- Contea di Bucks
- Contea di Chester
- Contea di Delaware
- Contea di Montgomery
- Contea di Filadelfia